# Hot Love (Film)
Hot Love ist ein deutscher Kurz-Horrorfilm von Jörg Buttgereit aus dem Jahr 1985.

## Handlung
Ein junger Mann lernt auf der Party Marion kennen. Die beiden verlieben sich und die Beziehung wird immer enger, die beiden schwören sich ewige Liebe und schenken sich symbolisch ihre Herzen. Voller Glück freut sich der Mann darauf seine Freundin wieder zu sehen, als er sie plötzlich in den Armen eines anderen Mannes beobachtet, wie sie sich küssen. Er dringt in die Wohnung von Marion ein, doch ihr neuer Freund, deutlich muskulöser als er, verprügelt ihn. Er schwört Rache. Etwas später lauert er Marion auf und schlägt sie nieder. Anschließend vergewaltigt er sie. Als ihr neuer Freund davon erfährt macht er sich auf den Weg zur Wohnung des Mannes. Dieser hat sich jedoch in der Zwischenzeit selbst gerichtet.
Neun Monate später kommt ein schrecklich deformiertes Kind zur Welt, das aus der Vergewaltigung entstanden ist. Als sich Marion und ihr neuer Freund bei einem Horrorfilm amüsieren mutiert das Baby in ein grässliches Monster und tötet die beiden. Der Mann wird mit einer zerbrochenen Jack-Daniels-Flasche erstochen. Die Frau wird zunächst mit einer Axt getötet, bis das Monster ihr das Herz herausreißt. Damit ist die Rache vollendet.

## Hintergrund
Hot Love entstand zwei Jahre vor Nekromantik und bearbeitete ein ähnlich makaberes Thema. Der Film enthält einige Splattereffekte, die jedoch noch nicht so ausgereift sind, wie bei Buttgereits späteren Werken. Buttgereit war kurz vorher von der Filmhochschule abgelehnt worden und brachte sich die Spezial-Effekte bei, als er als Fensterdekorateur arbeitete und mit verschiedenen Materialien umgehen musste. es war einer seiner letzten Filme, die nicht ernst waren, sondern eher komödiantisch wirken sollten.
Die Premiere des Films fand am 20. November 1985 im Berliner Programmkino Sputnik statt. In einem separat gedrehten Film zur Premiere sind unter anderem Farin Urlaub und Bela B von Die Ärzte zu sehen, die den Film loben.
Hot Love wurde zunächst als Eigenproduktion von JB Films auf VHS verlegt. Das VHS-Tape enthielt außerdem weitere Filme von Buttgereit aus den Jahren 1981 bis 1985. Media Target veröffentlichte später eine DVD- und eine Blu-Ray-Fassung des Films. Er ist zudem zusammen mit Nekromantik (1987), Der Todesking (1989), Nekromantik 2 (1991) und Schramm (1993) Teil der Todeskollektion.

## Kritiken
Marcus Stiglegger vergab 3,5 von 5 Sternen und schrieb im Ikonen-Magazin: „Die transgressiven Liebesfilme Nekromantik 1 und 2 sowie der Serialkiller-Thriller Schramm machten den Berliner Filmemacher Jörg Buttgereit zur Genrelegende. Nicht weniger legendär sind seine frühen Kurzfilme, die für die ausgeprägte und anarchistische Super-8-Szene Berlins zu Beginn der 80er Jahre stehen: Mein Papi (später preisgekrönt),  Horror Heaven (in der bekannte Genremuster ironisch reinszeniert werden), Captain Berlin (1982) und natürlich das erste Langfilmprojekt Hot Love (1985), in dem neben die ironischen Elemente erstmals auch 'blutige Exzesse' treten.“
Haiko Herden schrieb in seinem Filmlexikon: „Hier wird Buttgereit´s Vorliebe für das Eklige langsam sichtbar, Hot Love" hat ein paar Splatter-Effekte, die später in Nekromantik aber deutlich besser umgesetzt wurden. Auch die musikalische Untermalung läßt an seine späteren Werke erinnern und klingt nach Der Todesking oder Nekromantik. Bei Hot Love, bei dem der Regisseur sicherlich irgendwo im Hinterkopf Eraserhead im Sinn hatte, handelt es sich übrigens um einen 28-Minuten-Kurzfilm, den man auf einer Buttgereit-Kurzfilmsammlung sehen kann.“
In seinem selbst verlegten Buch Die Angst sitzt neben dir vergab Frank Trebbin drei von fünf Punkten und lobte den Film als „(deutsches) Fan-Kino vom Feinsten. Ungeachtet seiner technischen Mängel, die bei einer solchen No-Budget-Produktion unvermeidlich sind, variiert und kombiniert „Hot Love“ gängige Schablonen und Klischees des Genres, ohne dabei die Eigenständigkeit der Geschichte und seine Erzählform zu verlieren. In der knappen halben Stunde Laufzeit wird mehr Energie und Enthusiasmus versprüht, als in den meisten Billigfilmen, die uns aus den USA erreichen.“